# Abszolút tér és idő
Az abszolút tér és idő fogalmát Isaac Newton brit természettudós vezette be, mivel úgy gondolta, elengedhetetlenek az általa felfedezett törvények érvényességéhez.
Az abszolút tér és idő azt jelenti, hogy létezik olyan inerciarendszer, melyhez a világegyetemben fellépő minden, időben és térben történő változást viszonyíthatunk.
Newton az alábbi axiómákat állította fel velük kapcsolatban:
- Az abszolút, valóságos és matematikai idő önmagában véve és lényegének megfelelően, minden külső vonatkozás nélkül egyenletesen múlik, és más szóval időtartamnak is nevezhető.
- Az abszolút tér, saját lényegénél fogva, külsőleg egyáltalán semmihez sem viszonyítva, mindenkor egyenlő és változatlan marad.
- Az abszolút mozgás a testnek egyik abszolút helyről a másikra való helyváltoztatása.

Az abszolút tér és idő vizsgálatakor belátható, hogy csupán metafizikai hipotézisekről van szó, Newton ugyanis többször leszögezi, hogy csak a relatív idő érzékelhető, az abszolút idő sohasem, és semmiféle közvetlen tapasztalati bizonyíték nem hozható fel létezése mellett.
Később megpróbálták kísérletekkel igazolni, hogy létezik abszolút mozgás, amiből már következtethetnénk arra, hogy talán létezik abszolút idő és tér is, de az ilyen irányú kísérletek sorra kudarcba fulladtak. A tény viszont, hogy bizonyos jelenségek értelmezéséhez szükség volt az abszolút dimenziók bevezetésére, pozitív hatást gyakorolt a tudomány történetére, mivel segítette a térről és időről szóló modern, relativisztikus elméletek kidolgozását.